# Менгон
Менго́н (рос. Менгон) — селище у складі Амурського району Хабаровського краю, Росія. Входить до складу Болонського сільського поселення.

## Населення
Населення — 36 осіб (2010; 111 у 2002).
Національний склад (станом на 2002 рік):
- росіяни — 89 %